# Master System
La Master System es una consola de videojuegos doméstica de tercera generación de 8 bits fabricada y desarrollada por Sega. Originalmente era una versión de exportación remodelada del Sega Mark III, la tercera versión de la serie de consolas SG-1000, que se lanzó en Japón en 1985 con capacidades gráficas superiores a sus predecesoras. La Master System se lanzó en Norteamérica en 1986, seguido de Europa en 1987, y luego en Brasil y Corea en 1989. También se realizó una versión japonesa del Master System en 1987, que presenta algunas mejoras con respecto a los modelos de exportación —y por proxy del Mark III original—: un chip de audio FM incorporado, un interruptor rápido y un puerto dedicado para las gafas 3D. La Master System II, un modelo más económico, fue lanzado en 1990 en Norteamérica, Australasia y Europa.
Los modelos originales de la Master System utilizan cartuchos y un formato del tamaño de una tarjeta de crédito conocido como Sega Cards. Los accesorios incluyen una pistola luminosa y gafas 3D que funcionan con juegos especialmente diseñados. El rediseño posterior del Master System II eliminó la ranura para tarjetas, convirtiéndolo en un sistema estrictamente de cartuchos y es incompatible con las gafas 3D.
El Master System fue lanzado en competencia con el Nintendo Entertainment System (NES). Su biblioteca es más pequeña y tiene menos juegos bien reseñados que la NES, debido en parte a las políticas de licencia de Nintendo que exigen exclusividad de la plataforma. Aunque Master System tenía un hardware más nuevo y mejorado, no logró anular la importante ventaja de participación de mercado de Nintendo en Japón y América del Norte. Sin embargo, logró un éxito significativamente mayor en otros mercados, incluidos Europa, Brasil, Corea del Sur y Australia.
Se estima que la Sega Master System ha vendido entre 10 y 13 millones de unidades en todo el mundo. Además, Tectoy vendió 8 millones de variantes licenciadas del Master System en Brasil. La crítica en retrospectiva ha reconocido su papel fundamental en el desarrollo del Mega Drive —consola sucesora que elevó la marca de la compañía tras su desembarco en América del Norte bajo el nombre Sega Genesis— y una serie de juegos bien recibidos, particularmente en las regiones PAL —incluida PAL-M—, pero desaprueba su biblioteca limitada en las regiones NTSC, que estaban dominadas por la NES.

## Historia

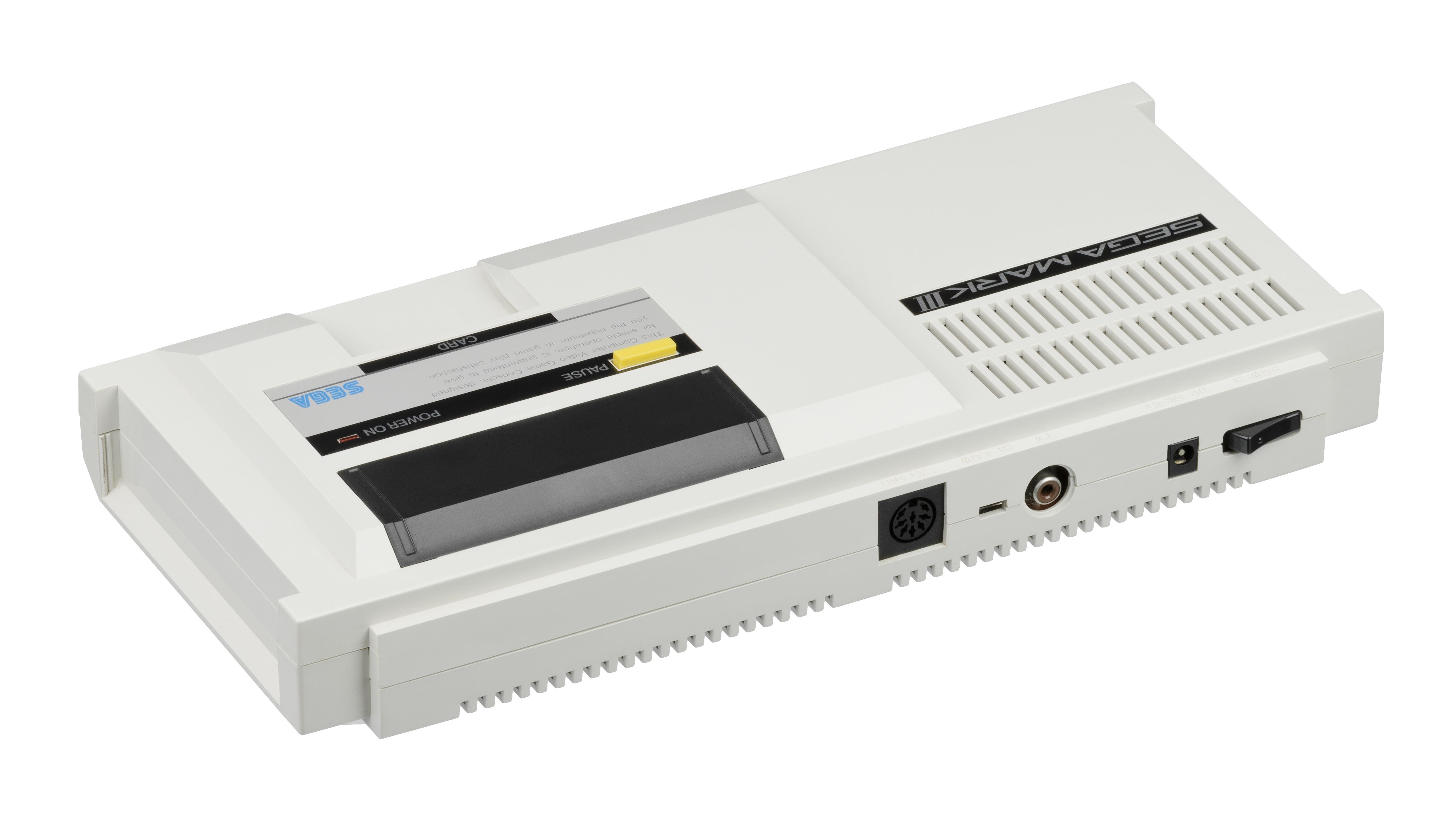
Vista trasera del Mark III

### Mark III
El 15 de julio de 1983, Sega publicó su primera consola de videojuegos, la SG-1000, en Japón. El lanzamiento coincidió con el mismo día en que su competidor Nintendo puso a la venta su Famicom. En 1984, la empresa matriz Gulf and Western Industries se deshizo de sus negocios secundarios, incluido Sega, y el presidente de la empresa, Hayao Nakayama, fue nombrado director ejecutivo. Sega lanzó otra consola, la SG-1000 II, con varias modificaciones de hardware, incluidos mandos desmontables. Nakayama y el cofundador de Sega, David Rosen, organizaron una compra por parte de la gerencia con respaldo financiero de CSK Corporation e instalaron al director ejecutivo de la empresa, Isao Okawa, como presidente.
Con la esperanza de competir mejor con Nintendo, Sega lanzó otra consola, la Sega Mark III, en Japón en 1985. El Mark III era una versión rediseñada del SG-1000. Fue diseñado por el mismo equipo, incluyendo a Hideki Sato y Masami Ishikawa, quienes trabajaron en el precedesor Mark II y luego lideraron el desarrollo de su sucesora, Mega Drive. Según Sato, la consola fue diseñada debido a las limitaciones del chip gráfico TMS9918 en el SG-1000 y II, que no tenía la potencia para los tipos de juegos que Sega quería hacer. El chip del Mark III fue diseñado internamente, basándose en la unidad de la placa del sistema arcade System 2 de Sega.
La Sega Mark III se lanzó en Japón en octubre de 1985 a un precio de ¥15 000. Aunque su hardware era más potente que el de la Famicom, no obtuvo éxito en su lanzamiento. Surgieron problemas a partir de las prácticas de concesión de licencias de Nintendo con desarrolladores externos, según las cuales la empresa exigía que los juegos para Famicom no se publicaran en otras consolas. Sega desarrolló sus propios títulos y obtuvo los derechos para portar juegos de otros desarrolladores, pero no se vendieron demasiado bien.

### Lanzamiento norteamericano como Master System

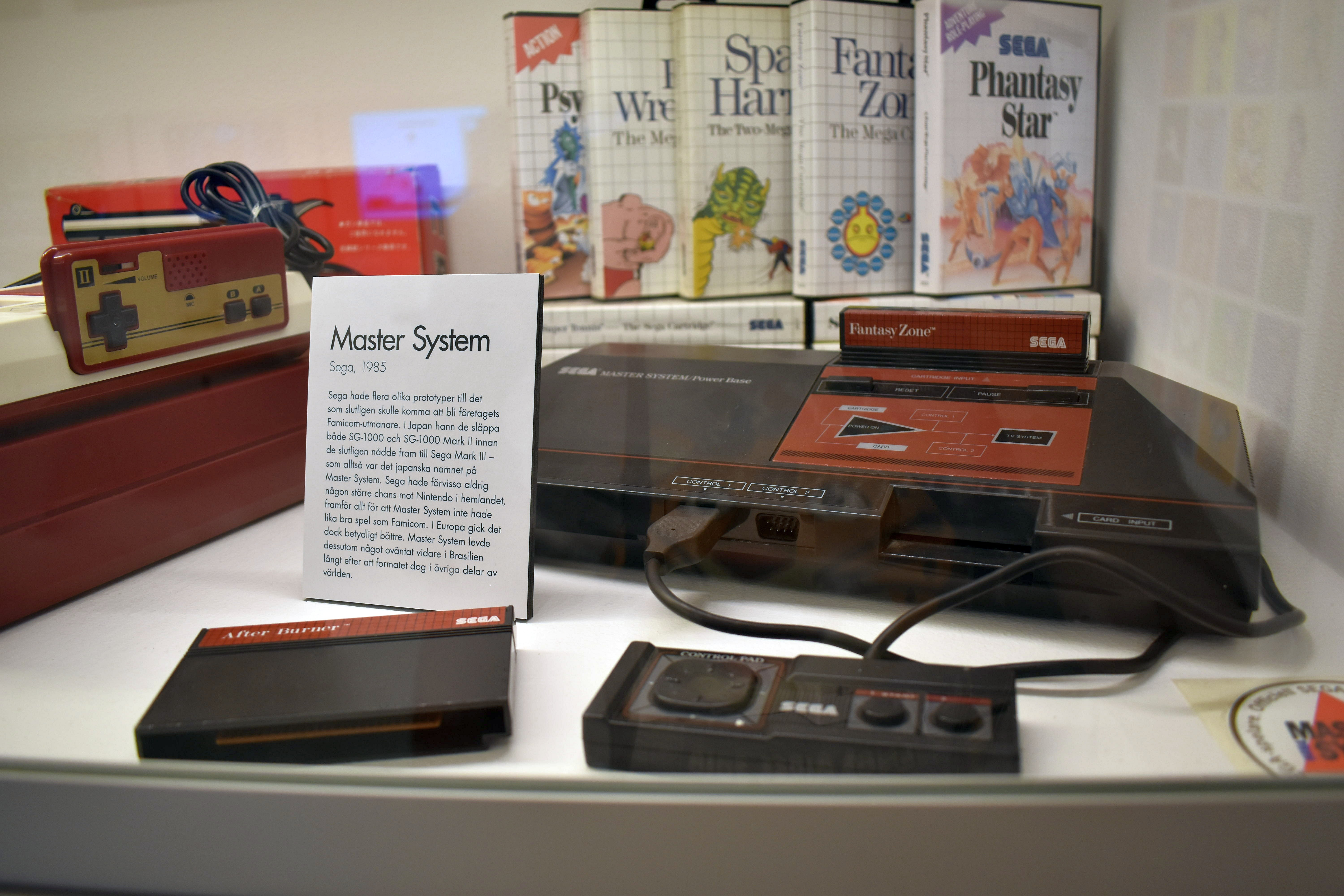
La Master System fue rediseñada para atraer los gustos occidentales. Al empaque de la consola y de los juegos se le dio un diseño de cuadrícula en blanco, inspirado en productos de Apple

Aunque la SG-1000 no se había lanzado en los Estados Unidos, Sega esperaba que a su negocio de consolas de videojuegos le fuera mejor en Norteamérica que en Japón. Para lograr esto, Sega of America se creó en 1986 para gestionar los productos de consumo de la empresa en América del Norte. Rosen y Nakayama contrataron a Bruce Lowry, vicepresidente de ventas de Nintendo of America. Se convenció a Lowry de que cambiara de empresa porque Sega le permitiría abrir su nueva oficina en San Francisco. Eligió el nombre «Sega of America» para su división porque había trabajado para Nintendo of America y le gustaba la combinación de palabras. Inicialmente, a Sega of America se le encomendó la tarea de reempaquetar el Mark III para su lanzamiento en Occidente. Sega of America cambió el nombre del Mark III a Master System, similar a la reelaboración de Nintendo del Famicom en Nintendo Entertainment System (NES). El nombre fue elegido por los empleados de Sega of America lanzando dardos contra una pizarra de nombres sugeridos. Los planes para lanzar una consola más barata, la Base System, también influyeron en la decisión. Okawa aprobó el nombre después de que le dijeran que era una referencia a la naturaleza competitiva tanto de la industria de los videojuegos como de las artes marciales, en la que sólo un competidor puede ser el «Master» —«Maestro» en español—. El diseño final futurista de la consola pretendía atraer los gustos occidentales. El empaque norteamericano era blanco para diferenciarlo del negro de NES, con un diseño de cuadrícula blanca inspirado en los productos informáticos de Apple.
El Master System se reveló por primera vez en Norteamérica en el Summer Consumer Electronics Show (CES) de Chicago en junio de 1986. Inicialmente se vendió en un paquete con la consola «Power Base», una pistola de luz, dos mandos y un multicart incluido. La consola se lanzó en septiembre de 1986 a un precio de US$200 —equivalente a US$530 en 2022—, incluidos los juegos Hang-On y Safari Hunt. Nintendo estaba exportando la Famicom a Estados Unidos como NES, y ambas compañías planeaban gastar US$15 millones a finales de 1986 para comercializar sus consolas; Sega esperaba vender entre US$400 000 y US$750 000 consolas en 1986. A finales de 1986, se habían vendido 125 000 Master Systems, más que las 100 000 de la Atari 7800 pero menos que los 1,1 millones de Nintendo. Otras fuentes indican que en la Navidad de 1986 se vendieron más de 250 000 sistemas.
Al igual que en Japón, la Master System en Norteamérica tenía una biblioteca de juegos inferior. Limitada por las prácticas de licencia de Nintendo, Sega sólo tenía dos editores estadounidenses externos, Activision y Parker Brothers. Los acuerdos con ambas empresas finalizaron en 1989. Sega afirmó que la Master System fue la primera consola «donde los gráficos de la caja coinciden con los gráficos del juego», e impulsó la «experiencia arcade» en los anuncios. Su departamento de marketing estaba dirigido por sólo dos personas, lo que daba a Sega una desventaja en publicidad. Como método de promoción de la consola, a finales de 1987 Sega se asoció con el astronauta Scott Carpenter para iniciar el «Sega Challenge», un programa itinerante creado en centros recreativos donde se probaban habilidades no verbales como la concentración y la capacidad de los niños para aprender nuevas habilidades. Out Run y Shooting Gallery fueron dos juegos incluidos en el desafío.
En 1987, en medio de dificultades con las ventas en Estados Unidos, Sega vendió los derechos de distribución estadounidense del Master System a la empresa de juguetes Tonka, que no tenía experiencia con sistemas de entretenimiento electrónico. La idea de Sega detrás del acuerdo era aprovechar el conocimiento de Tonka sobre el mercado estadounidense de juguetes, ya que Nintendo había comercializado la NES como un juguete con gran éxito en la región. El anuncio se hizo poco después del CES de verano de 1987. Durante este tiempo, gran parte de la infraestructura de Sega of America pasó del marketing y la distribución a centrarse en el servicio al cliente, y Lowry dejó la empresa. Tonka bloqueó la localización de varios juegos japoneses populares y durante 1988 estuvo menos dispuesta a comprar EPROM necesarias para la fabricación de cartuchos de juegos durante la escasez. También estuvieron menos dispuestos a invertir en videojuegos después de tomar préstamos masivos para comprar Kenner Toys en 1987, seguido de bajas ventas durante la temporada navideña y pérdidas financieras. Aunque el distribuidor de la consola había cambiado, la Master System siguió teniendo un mal desempeño en el mercado.
El Mark III se volvió a lanzar como Master System en Japón en octubre de 1987 por ¥16 800, pero aun así se vendió mal. Ninguno de los modelos planteó un desafío serio para Nintendo en Japón y, según Sato, Sega sólo pudo alcanzar el 10 % del mercado japonés de consolas.

### Europa, Brasil y otros mercados
Master System se lanzó en Europa en 1987. Fue distribuido por Mastertronic en el Reino Unido, Master Games en Francia y Ariolasoft en Alemania Occidental, aunque esta última inicialmente compró los derechos de distribución para el Reino Unido. Debido a que la empresa no pudo llegar a un acuerdo de precios con Sega, Mastertronic firmó un acuerdo en 1987 para tomar el control de la distribución en el Reino Unido y anunció el acuerdo en el CES de verano de 1987. La empresa reveló el lanzamiento de doce títulos hasta el otoño. Mastertronic presentó el Master System como «una sala de juegos en el hogar» y lo lanzó por £99 —equivalente a £300 en 2021—. Los pedidos anticipados de los minoristas fueron elevados, pero Sega no pudo entregar el inventario hasta el Boxing Day el 26 de diciembre, lo que provocó que muchas tiendas cancelaran sus pedidos; Mastertronic y Master Games entraron en crisis financieras y Ariolasoft prometió no volver a trabajar con Sega nunca más. Mastertronic ya había vendido una participación minoritaria a Virgin Group para entrar en el negocio de las consolas y vendió el resto para evitar la quiebra. El recién renombrado Virgin Mastertronic se hizo cargo de toda la distribución europea en 1988.
Virgin Mastertronic se centró en comercializar el Master System en versiones de los juegos arcade de Sega y posicionarlo como una alternativa de videojuego superior a las computadoras Commodore 64 y ZX Spectrum. Como resultado de este marketing y los primeros enfoques menos efectivos de Nintendo en Europa, la Master System comenzó a atraer a desarrolladores europeos. La consola ocupó una parte importante del mercado de sistemas de videojuegos en Europa gracias al lanzamiento de la siguiente videoconsola de Sega, la Mega Drive. En 1989, Virgin Mastertronic comenzó a ofrecer alquileres de la Master System y veinte juegos. El Reino Unido también fue sede de un campeonato nacional de videojuegos de Sega, en el que el ganador compitió contra campeones japoneses y estadounidenses en el programa de televisión británico Motormouth. Los jugadores compitieron en una variedad de juegos, incluidos Astro Warrior, juegos de plataformas y deportivos. A finales de la década de 1980, la Master System vendía más que la NES en el Reino Unido.
También tuvo éxito en Europa. En 1990, la Master System era la consola más vendida en el continente, aunque la NES comenzaba a tener una base de usuarios de rápido crecimiento en el Reino Unido. Para el año 1990, Virgin Mastertronic vendió 150 000 Master Systems en el país, cifra superior a las 60 000 Mega Drives y las 80 000 consolas de Nintendo vendidas en el mismo período. En toda Europa ese año, Sega vendió un total combinado de 918 000 consolas, más que las 655 000 de Nintendo.
El Master System también tuvo reconocimiento en Brasil, donde fue distribuido por Tectoy y lanzado en septiembre de 1989. Tectoy, una nueva empresa brasileña de juguetes centrada en sistemas electrónicos, se acercó a Sega para distribuir sus productos. A pesar de las dudas dada la situación con Tonka en los EE. UU., finalmente se le dio a Tectoy la libertad de administrar los productos de Sega en Brasil. Su éxito en la distribución de la pistola láser de Sega basada en el anime Zillion le dio a la empresa confianza para permitir que Tectoy distribuyera la Master System. A finales de 1990, la base instalada en Brasil era de unas 280 000 unidades. Tectoy introdujo un servicio telefónico con consejos de juegos, creó un club Master System y presentó el programa Master Tips durante las pausas comerciales del programa de televisión Sessão Aventura de Rede Globo. Nintendo no llegó a Brasil hasta 1993 y no pudo competir oficialmente, dado que los clones de la NES dominaban el mercado brasileño. Tectoy reclamó el 80 % del mercado brasileño de videojuegos.
En Corea del Sur, Samsung lanzó el Sega Mark III con el nombre de «Gam*Boy» en abril de 1989 y luego el Master System II fue lanzado con el nombre de «Aladdin Boy» en 1992. Vendió 720 000 unidades en Corea del Sur hasta 1993, superando a la NES —lanzada por Hyundai Group como «Comboy»— y convirtiéndose en la consola más vendida en Corea del Sur hasta 1993. El Master System también fue popular en Australia, donde se vendieron 250 000 unidades sólo en 1990, y donde tuvo más éxito que la NES. En noviembre de 1994 se habían vendido 650 000 consolas Master System en Australia.

### Declive

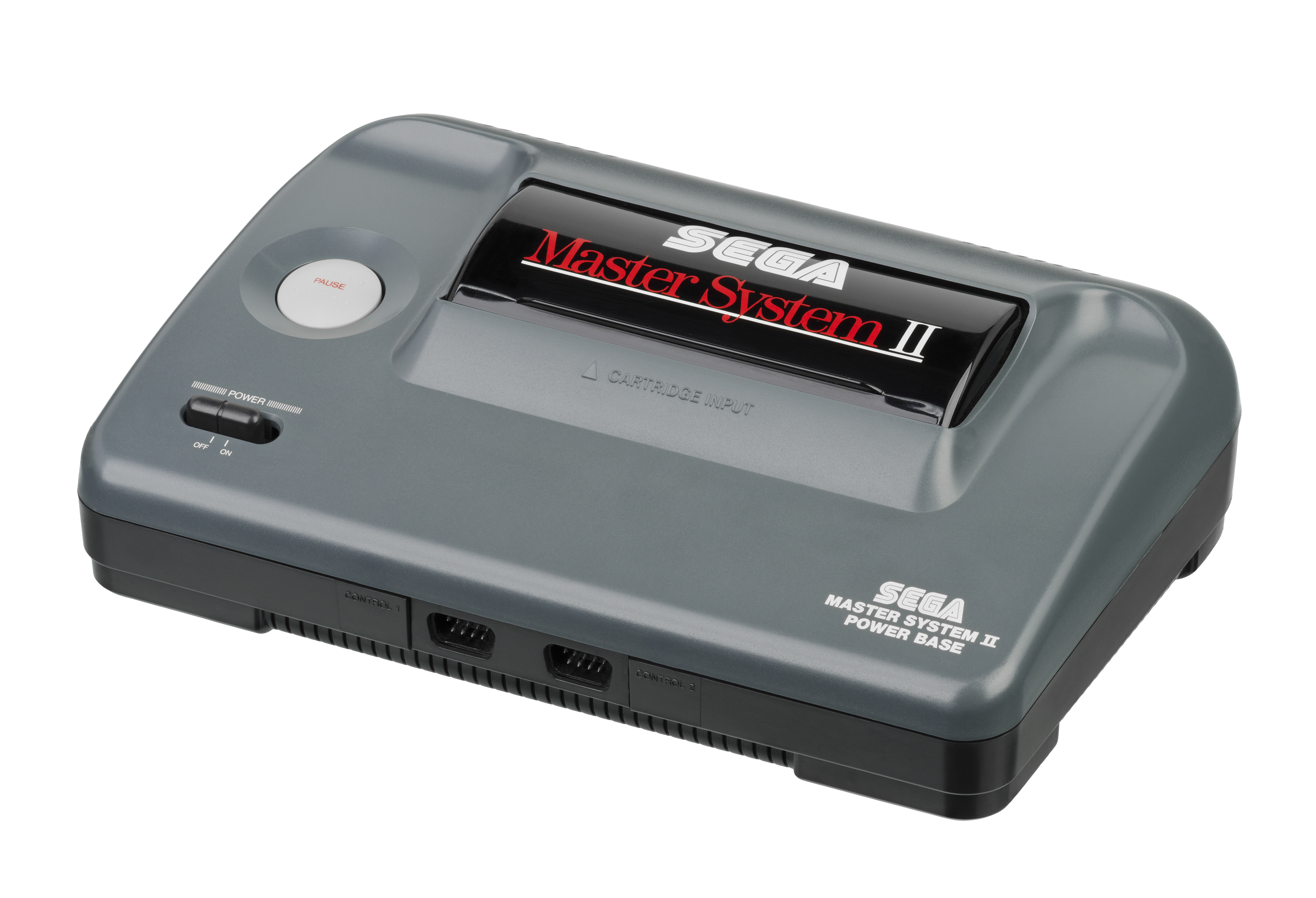
Master System II, una versión de coste reducido lanzada en 1990 por Sega

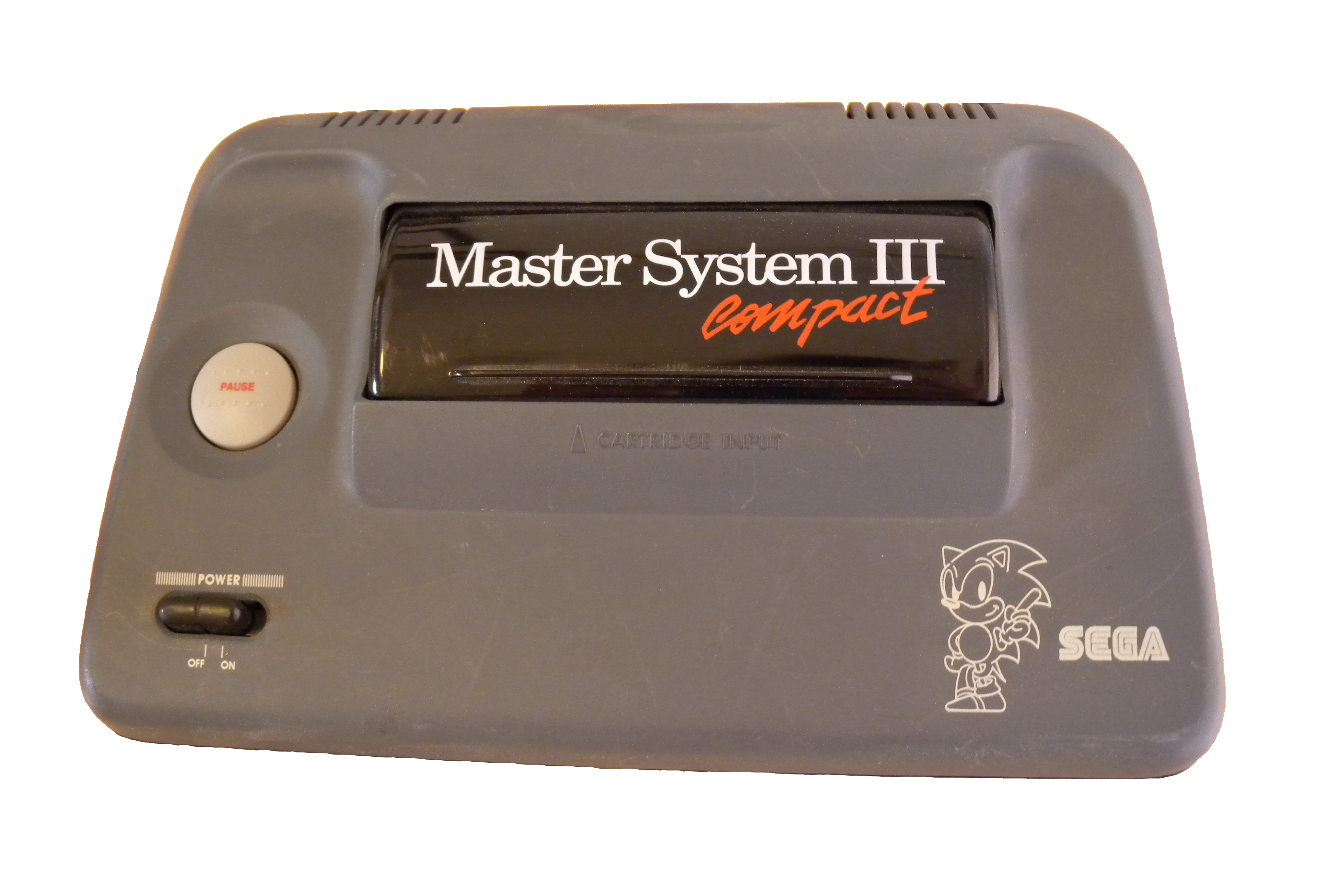
Sega Master System III Compact fabricado por Tectoy

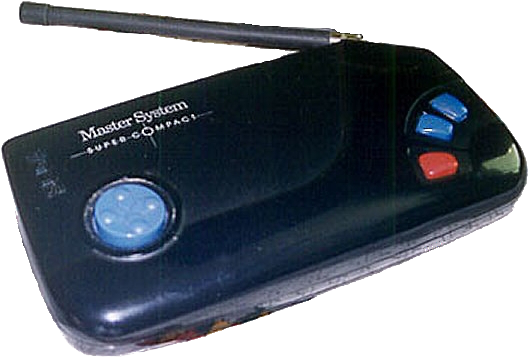
Master System Super Compact de Tectoy

Aunque la Master System fue un éxito en Europa, y más tarde en Brasil, no logró despertar un interés significativo en los mercados japoneses o norteamericanos, que, a mediados y finales de la década de 1980, estaban dominados por Nintendo. En 1988, la empresa poseía el 83 por ciento del mercado de videojuegos de América del Norte. Dado que Sega seguía teniendo dificultades para penetrar en el mercado nacional, el equipo de I+D de consolas de Sega, dirigido por Ishikawa y supervisado por Sato, comenzó a trabajar en un sucesor del Master System casi inmediatamente después de su lanzamiento. Otro competidor surgió en Japón en 1987, cuando el gigante informático japonés NEC lanzó el PC Engine —TurboGrafx-16 en Norteamérica— en medio de una gran publicidad.
Sega lanzó su próxima consola, la Mega Drive de 16 bits, en Japón el 29 de octubre de 1988. El último lanzamiento con licencia para Master System en Japón fue Bomber Raid en 1989. Ese mismo año, Sega se estaba preparando para lanzar la nueva Mega Drive, rebautizada como Genesis, en Norteamérica. Disgustada con el manejo de Tonka del Master System, Sega volvió a adquirir los derechos de comercialización y distribución del Master System para los Estados Unidos. En 1990, Sega lanzó el Master System II remodelado, diseñado como una versión de menor costo sin la ranura para las Sega Cards. Sega promocionó el nuevo modelo, pero se vendió mal. A principios de 1992, la producción de Master System había cesado en Norteamérica, habiendo vendido entre 1,5 millones y 2 millones de unidades, detrás de Nintendo y Atari, que controlaban el 80 por ciento y el 12 por ciento del mercado respectivamente. El último lanzamiento con licencia de Master System en Norteamérica fue Sonic the Hedgehog (1991).
En Europa, donde Master System fue la consola más vendida hasta 1990, la NES alcanzó y superó por poco a Master System en Europa occidental a principios de la década de 1990, aunque Master System mantuvo su liderazgo en varios mercados como el Reino Unido, Bélgica y España. En 1993, la base estimada de usuarios activos instalados de Master System en Europa era de 6,25 millones de unidades, mayor que los 5,73 millones de Mega Drive ese año, pero menos que los 7,26 millones de NES. Combinada con Mega Drive, Sega representó la mayor parte del mercado europeo de consolas ese año. Master System II también tuvo éxito y ayudó a Sega a mantener su importante cuota de mercado. Los lanzamientos continuaron hasta la década de 1990 en Europa, incluidos Mercs (1991), Sonic the Hedgehog 2 (1992) y Streets of Rage 2 (1993).
Master System ha tenido un éxito continuo en Brasil, donde Tectoy continúa vendiendo consolas dedicadas «plug and play» que emulan el hardware original, incluidas versiones portátiles. Estos sistemas incluyen el Master System Compact y el Master System III, y Tectoy también ha recibido solicitudes para rehacer el Master System original. Un artículo de 2012 en UOL escribió que las reediciones de Tectoy de Master System y Mega Drive combinadas vendieron alrededor de 150 000 unidades por año en Brasil. En 2016, Tectoy dijo que había vendido 8 millones de unidades de sistemas de la marca Master System en Brasil.

## Especificaciones técnicas
La CPU principal del Master System es un Zilog Z80A, un procesador de 8 bits con capacidad para 4 MHz, pero que funciona a 3,58 MHz. Dispone de 8 KB de ROM, 8 KB de RAM y 16 KB de RAM de vídeo. El vídeo se proporciona a través de un conmutador RF —aunque los Modelo 1 con un puerto AV también pueden emitir vídeo compuesto e incluso RGB— y se muestra con una resolución de 256 × 192 píxeles y hasta 32 colores a la vez de una paleta total de 64 colores; el chip gráfico Video Display Processor (VDP) fue diseñado por Sega para el Mark III. El Master System mide 365 por 170 por 70 milímetros (14,4 x 6,7 x 2,8 pulgadas), mientras que el Mark III mide 318 por 145 por 52 milímetros (12,5 x 5,7 x 2,0 pulgadas). Ambas consolas utilizan dos ranuras para entrada de juegos: una para Mega Cartridges y otra para Sega Cards, junto con una ranura de expansión y dos puertos de controles. El sonido lo proporciona el PSG SN76489 integrado en el VDP, que puede proporcionar tres canales de onda cuadrada y un canal de ruido. La versión japonesa también integra el chip FM YM2413, una característica opcional en el Mark III. Con pocas excepciones, el hardware del Master System es idéntico al hardware del Mark III. Los juegos para la consola se pueden reproducir en Mega Drive a través de un accesorio —conocido como Mega Adaptor en Japón, Power Base Converter en Norteamérica y Master System Converter en Europa—, y en Game Gear usando el Master Gear Converter. En comparación con la NES básica, Master System tiene cuatro veces más memoria de sistema, ocho veces más memoria de video y una velocidad de reloj de CPU más alta.
Sega produjo varias iteraciones del Master System. El Master System II, lanzado en 1990, eliminó una serie de componentes para reducir costos: la ranura para tarjeta Sega, el botón de reinicio, la luz de encendido, el puerto de expansión y la música y el logotipo de inicio. En la mayoría de las regiones, se omitió el puerto A/V del Master System II, dejando solo la salida de RF disponible; esto se revirtió en Francia, donde la versión local del Master System II sólo tenía salida de vídeo A/V disponible y omitía el hardware de RF. En Brasil, Tectoy lanzó varias variaciones con licencia; el Master System Super Compact funciona de forma inalámbrica con un transmisor de RF, y el Master System Girl, moldeado en plástico rosa brillante, estaba dirigido a las niñas. La colección Master System 3, lanzada en 2006, contiene ciento veinte juegos integrados. Se lanzaron versiones portátiles del Master System bajo varias marcas, como Coleco en 2006.

### Accesorios
| Two Master System controllers | A Master System Control Stick | A Master System Light Phaser | A pair of Sega 3D glasses |
| Master System controllers     | Master System Control Stick   | Light Phaser                 | SegaScope 3-D glasses     |

Se crearon varios accesorios compatibles entre sí para Mark III y Master System. El controlador consta de un rectángulo con un D-pad y dos botones. Sega también introdujo controladores Mark III adicionales, como un control de paddle. En 1989 se lanzó una combinación de volante y palanca de vuelo, el Handle Controller. El Sega Control Stick es un joystick de estilo arcade con los botones en el lado opuesto al controlador estándar. Inédito en Europa, Sega Sports Pad utiliza un trackball y es compatible con tres juegos. Sega también creó una expansión para su controlador, Rapid Fire Unit, que permite el disparo automático manteniendo presionado uno de los dos botones. Esta unidad se conecta entre la consola y el control. Un periférico de pistola de luz, el Light Phaser, se basó en el arma del mismo nombre del anime japonés Zillion. Es compatible con trece juegos y se lanza exclusivamente en Occidente.
Se crearon un par de gafas 3D, las SegaScope 3-D, para juegos como Space Harrier 3D, aunque los usuarios de Mark III necesitan un convertidor adicional para utilizarlas. El SegaScope 3-D funciona mediante un sistema de obturador activo, creando un efecto estereoscópico. Las gafas deben estar conectadas a la ranura para tarjetas Sega y, por lo tanto, no funcionan con Master System II debido a la falta de ranura para tarjetas. Un total de ocho juegos, incluidos Zaxxon 3D y Out Run 3D, son compatibles con las gafas.
El Mark III tiene un accesorio transmisor de RF opcional, que permite el juego inalámbrico que transmite el juego en una señal de televisión UHF.

### Game Gear

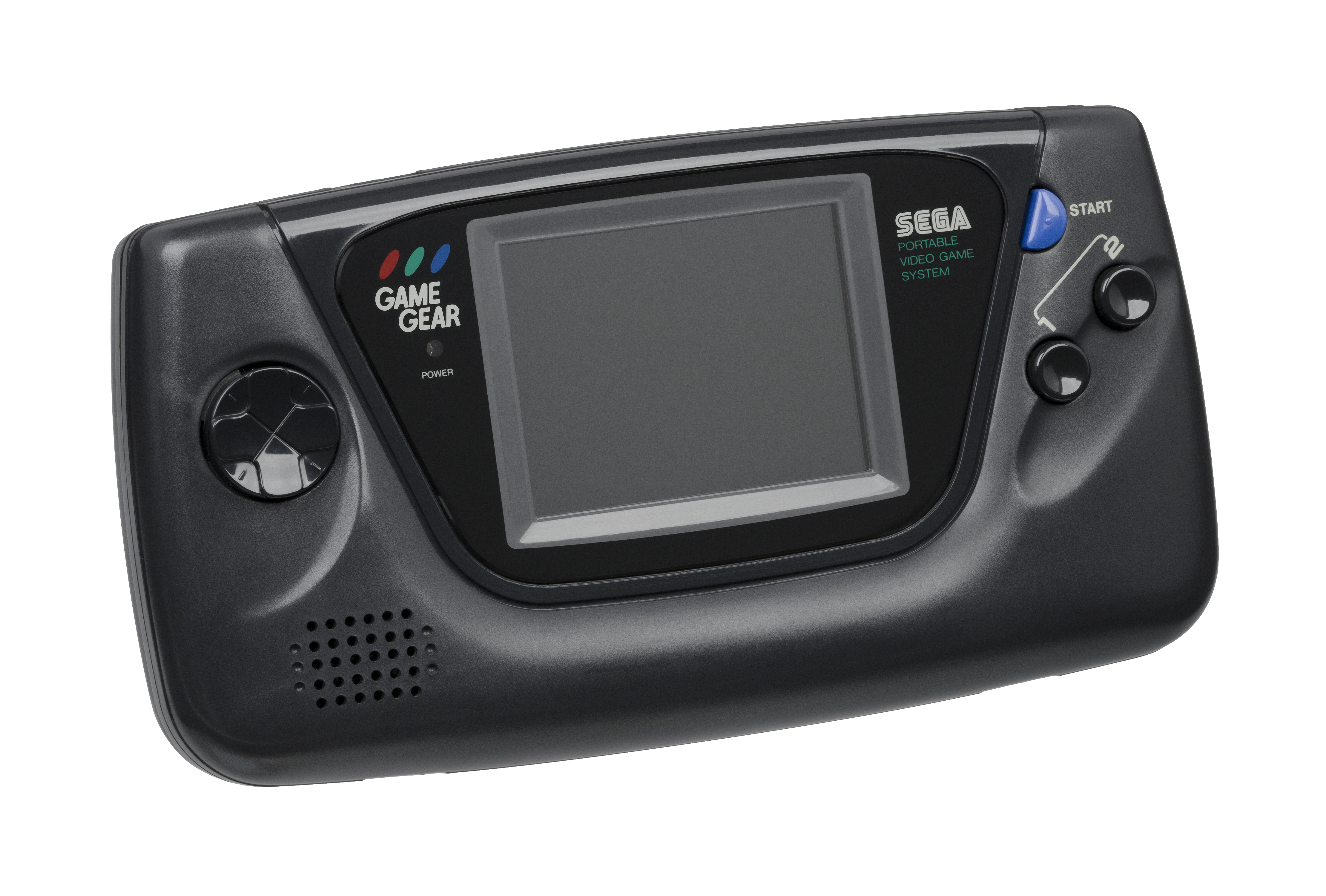
La Game Gear (en la foto) se basó en la arquitectura de la Master System

Desarrollada bajo el nombre «Project Mercury» y diseñada en base al hardware del Master System, la Game Gear es una consola de juegos portátil. Fue lanzado por primera vez en Japón el 6 de octubre de 1990, en América del Norte y Europa en 1991, y en Australia y Nueva Zelanda en 1992. Originalmente con un precio de venta al por menor de 19 800 yenes en Japón, 149,99 dólares en Norteamérica y 99,99 libras esterlinas en el Reino Unido, Game Gear fue diseñado para competir con la Game Boy, que Nintendo había lanzado en 1989. Existen similitudes entre el hardware del Game Gear y la Master System, pero los juegos no son directamente compatibles; los de Master System solo se pueden jugar en la Game Gear utilizando el accesorio Master Gear Converter. Una gran parte de la biblioteca de juegos de Game Gear se compone de ports de Master System. Debido a las similitudes de hardware, incluida la orientación horizontal de la pantalla, los juegos de Master System son fácilmente portátiles a la consola. En particular, Tectoy realizó versiones de Master System de los juegos de Game Gear para el mercado brasileño, ya que Master System era más popular que Game Gear en la región.

## Catálogo de juegos
Los juegos de Master System venían en dos formatos: los cartuchos ROM tenían capacidad para 4 Mbit (512 KB) de código y datos, mientras que las Sega Cards tenían capacidad para 256 Kbit (32 KB). Los cartuchos se comercializaron por su tamaño de almacenamiento: One Mega (1 Mbit), Two Mega (2 Mbit) y Four Mega (4 Mbit). Las tarjetas, más baratas de fabricar que los cartuchos, incluían Spy vs. Spy y Super Tennis, pero finalmente fueron descartadas debido a su pequeño tamaño de memoria. El tamaño del catálogo de lanzamientos varía según la región; Norteamérica recibió poco más de cien juegos y Japón recibió menos aún. Europa, por el contrario, recibió más de trescientos juegos con licencia, incluidas versiones de 8 bits de juegos de su sucesora Mega Drive además de lanzamientos exclusivos en territorio PAL. El primer cartucho específico para Mark III fue Fantasy Zone, lanzado el 15 de junio de 1986, y Bomber Raid fue el lanzamiento final el 4 de febrero de 1989, unos meses después del lanzamiento de Mega Drive. El último lanzamiento norteamericano fue Sonic the Hedgehog en octubre de 1991. Se siguieron lanzando juegos para regiones PAL hasta mediados de la década de 1990.
La Sega Mark III y la Master System japonesa son compatibles con cartuchos SC-3000/SG-1000 y pueden jugar juegos de Sega Card sin el periférico Card Catcher. Sin embargo, los cartuchos educativos y de programación para el SC-3000 requieren el periférico de teclado SK-1100, que es compatible con el Mark III pero no con el Master System japonés. Los juegos específicos de Mark III estaban disponibles inicialmente en formato de tarjeta (etiquetados como My Card Mark III para distinguirse de los juegos diseñados para SC-3000/SG-1000), comenzando con Teddy Boy Blues y Hang-On, ambos lanzados el 20 de octubre. 1985.
De los juegos lanzados para Master System, Phantasy Star se considera un juego de rol (RPG) de referencia y se convirtió en una franquicia exitosa. El personaje insignia de Sega en ese momento, Alex Kidd, apareció en juegos como Alex Kidd in Miracle World. Wonder Boy III: The Dragon's Trap fue influyente por su combinación de juego de plataformas con elementos de rol. Diferentes consolas Master System incluían juegos integrados, incluidos Snail Maze, Hang-On/Safari Hunt, Alex Kidd in Miracle World y Sonic the Hedgehog. Se incluyó compatibilidad con batería de respaldo para guardar partidas en ocho cartuchos, incluidos Penguin Land, Phantasy Star, Ys y Miracle Warriors.
La biblioteca de la región PAL más extensa incluye entregas de 8 bits de franquicias de Mega Drive como Streets of Rage, varios juegos adicionales de Sonic the Hedgehog, y docenas de exclusivas PAL como Lucky Dime Caper, Asterix, Ninja Gaiden, Master of Darkness y Power Strike II. Damien McFerran, de Retro Gamer, elogió la «magnífica» biblioteca PAL de «ports interesantes y excelentes exclusivas», que era más rica que la biblioteca norteamericana y proporcionaba una «alimentación por goteo de títulos de calidad».
Después de que Master System fue descontinuado en otros mercados, Tectoy lanzó juegos adicionales en Brasil, incluidos puertos de Street Fighter II y Dynamite Headdy. Tectoy creó traducciones al portugués de juegos exclusivos de la región. Algunos de ellos estarían relacionados con populares franquicias de entretenimiento brasileñas; por ejemplo, Teddy Boy se convirtió en Geraldinho, ciertos títulos de Wonder Boy se convirtieron en los juegos de Turma da Mônica y Ghost House se convirtió en Chapolim vs. Drácula: Um Duelo Assutador, basado en la serie de televisión mexicana El Chapulín Colorado. Tectoy también porteó juegos a Master System, incluidos varios de Mega Drive y Game Gear. Además de la portabilidad, la empresa desarrolló Férias Frustradas do Pica-Pau después de descubrir que El Pájaro Loco —llamado Pica-Pau en portugués— era la caricatura más popular de la televisión brasileña, junto con al menos veinte exclusivas adicionales. Estos títulos fueron desarrollados internamente por Tectoy en Brasil.
Debido en parte a las prácticas de concesión de licencias de Nintendo, que estipulaban que los desarrolladores externos de NES no podían lanzar juegos en otras plataformas, pocos desarrolladores externos lanzaron juegos para Master System. Según Sato, Sega se centró en portar sus juegos de arcade en lugar de establecer relaciones con terceros. Según el diseñador de Sega, Mark Cerny, la mayoría de los primeros juegos Master System de Sega se desarrollaron dentro de un plazo estricto de tres meses, lo que afectó su calidad. Computer Gaming World comparó los nuevos juegos de Sega con «gotas de agua en el desierto». Los que eran para Master System aprovecharon un hardware más avanzado en comparación con el de NES; Alex Kidd in Miracle World, por ejemplo, muestra «colores deslumbrantes y sprites más detallados» que los juegos de NES. La versión para Master System de R-Type fue elogiada por sus imágenes, comparables a las del port de TurboGrafx-16.
En 2005, Sega llegó a un acuerdo con la empresa china AtGames para lanzar software Master System emulado en Taiwán, Hong Kong y China. Se lanzaron varios juegos de Master System para descargar en la Consola Virtual de Nintendo Wii, comenzando con Fist of the North Star en 2008 en Japón y Wonder Boy en Norteamérica. Los juegos de Master System también se lanzaron a través del servicio en línea GameTap.

## Recepción y legado
Debido al lanzamiento continuo de nuevas variantes en Brasil, muchas publicaciones de videojuegos consideran que Master System es la consola de juegos más longeva en la historia de los videojuegos, un título que tomó de la Atari 2600. Las ventas del Master System se han estimado entre 10 y 13 millones de unidades, sin incluir las ventas posteriores en Brasil. Tuvo un éxito mucho mayor en Europa y Brasil que en Japón y América del Norte. En 1989, Sega Master System figuraba entre los 20 principales productos del Servicio de seguimiento de ventas minoristas de juguetes de NPD Group. Sin embargo, la Electronic Gaming Monthly 1992 Buyer's Guide indicó un amargo interés en la consola. Cuatro críticos le dieron 5, 4, 5 y 5 de 10 puntos posibles cada uno, centrándose en el mayor valor de Sega Genesis y manifestando la falta de juegos de calidad para Master System. En 1993, los críticos le dieron 2, 2, 3 y 3 sobre 10, destacando su abandono por parte de Sega en Norteamérica y la falta de nuevos lanzamientos. Por el contrario, sólo en Norteamérica se vendieron 62 millones de unidades de NES, superando varias veces las ventas del Master System. Según Bill Pearse de Playthings, la NES obtuvo una ventaja gracias a un mejor software y personajes más reconocibles. Sega cerró la brecha entre Nintendo en la próxima generación con el lanzamiento de Mega Drive, que vendió 30,75 millones de consolas en comparación con los 49 millones de consolas Super Nintendo Entertainment System.
Los comentarios en retrospectiva sobre Master System elogian su apoyo al desarrollo de Mega Drive, pero han criticado su pequeña biblioteca de juegos. Escribiendo para AllGame, Dave Beuscher señaló que Master System «estaba condenado al fracaso por la falta de soporte de software de terceros y prácticamente desapareció del mercado estadounidense en 1992». El escritor de Retro Gamer, Adam Buchanan, elogió la biblioteca PAL más grande como una «magnífica biblioteca de adaptaciones interesantes y excelentes exclusivas». Damien McFerran, también de Retro Gamer, reconoció su importancia para el éxito de Mega Drive y afirmó: «Sin esta máquina criminalmente infravalorada, Sega no habría disfrutado del considerable éxito que tuvo con Mega Drive. Master System permitió a Sega experimentar con conversiones arcade, propiedades intelectuales originales e incluso crear una mascota en la forma de un adorable niño mono, Alex Kidd». En 2009, IGN nombró a Master System como la vigésima mejor consola de todos los tiempos, detrás de Atari 7800 (17º) y la NES (1º). IGN citó la pequeña y desigual biblioteca NTSC de Master System como el principal problema: «Podían pasar meses entre lanzamientos importantes y eso hizo que un fiasco para Master System se sintiera aún más doloroso».